# 文汇读书周报
文汇读书周报是上海报业集团旗下的国有讀書綜合性報紙，总部位於中華人民共和國上海，于1985年3月2日創刊。有一些作家和學者在該報紙上發表文章。2014年10月15日，该报并入《文汇报》，成为每周一随报发行的8个专版。